# Sortie du nucléaire civil

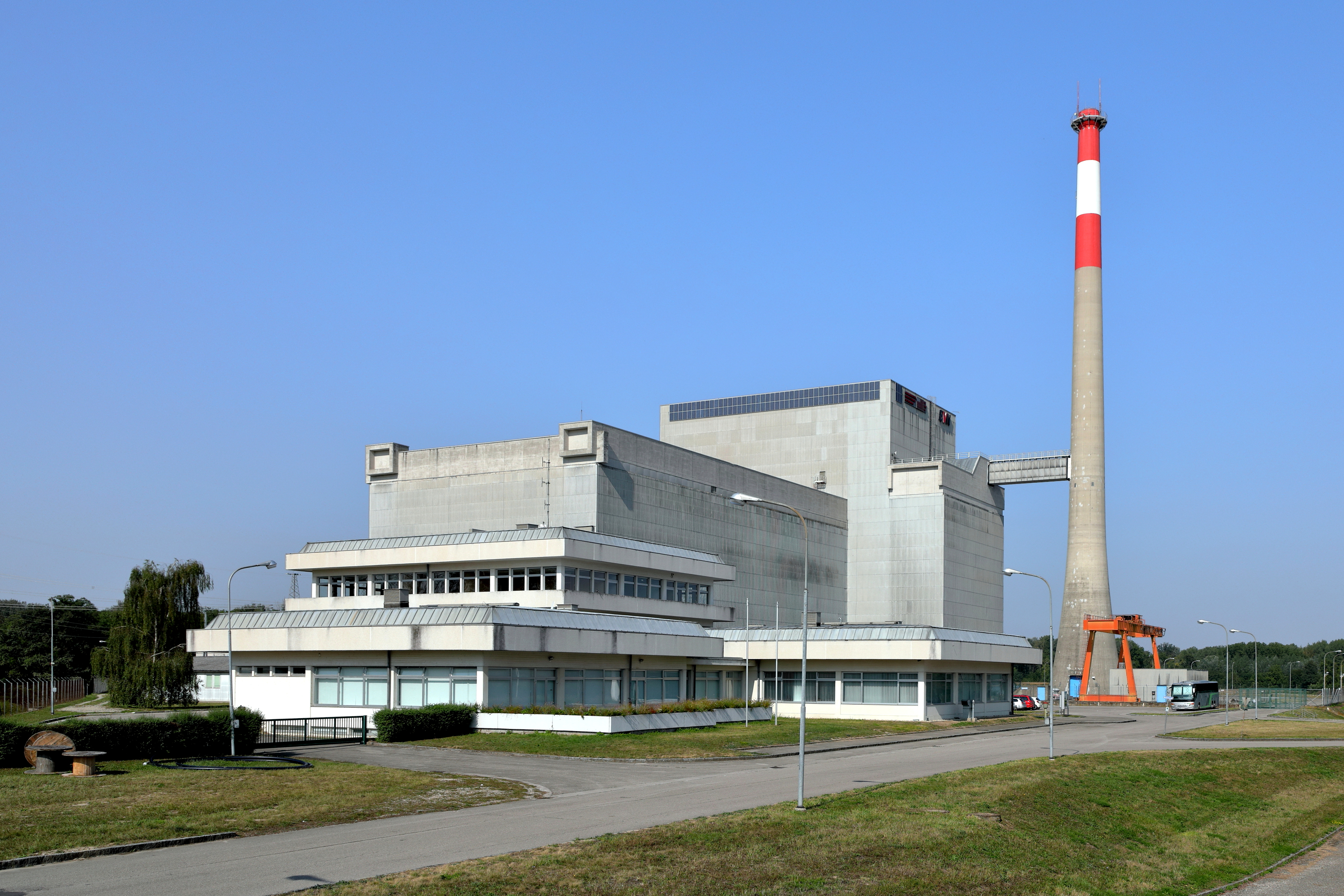
La centrale nucléaire de Zwentendorf en Autriche, qui n'a jamais été démarrée.

La sortie du nucléaire civil est l'arrêt de l'utilisation de l'énergie nucléaire pour la production d'électricité. Elle comprend principalement l'arrêt des centrales nucléaires existantes et le renoncement à de futurs projets de centrales nucléaires. À la sortie du nucléaire est souvent associée l'idée d'une transition énergétique basée sur les économies d'énergie, l'efficacité énergétique des appareils de consommation et les systèmes de production d'énergies renouvelables.
La sortie du nucléaire civil est effective notamment en Autriche (1978), en Italie (1987), dans la province de Québec (2013) et en Allemagne (2023), elle a été initiée en Belgique (1999), Suisse (2011), Suède (1980) et elle est discutée dans d'autres pays.
L'Autriche interdit l'exploitation de l’énergie nucléaire depuis un référendum en 1978, renforcé par une loi puis inscrit dans sa constitution en 1999.
L'Espagne a des lois qui interdisent la construction de nouvelles centrales nucléaires. Dans d'autres pays, ces politiques ont été suspendues, par exemple en Suède.
En Suisse, le gouvernement prévoit une sortie progressive du nucléaire d'ici 2034.
Les militants du mouvement antinucléaire montrent du doigt l'insécurité nucléaire, les effets sur l'environnement et leurs conséquences sociales et politiques.
A contrario certains écologistes sont favorables à l'utilisation de l'énergie nucléaire. Par exemple l'Association des écologistes pour le nucléaire qui s'efforce de faire connaître les avantages écologiques de l'énergie nucléaire dans un esprit de respect de l'environnement, ou les tenants de l’Écomodernisme pour qui « le nucléaire est un allié durable de la transition énergétique mondiale ».
Par ses conséquences, l'accident nucléaire de Fukushima du 11 mars 2011 a relancé le débat et a provoqué la sortie du nucléaire civil de plusieurs pays (Allemagne, Suisse) et l'arrêt temporaire de tous les réacteurs au Japon.
Les arrêts de centrales nucléaires à la suite de Fukushima ont significativement affecté les objectifs de réduction d'émissions dans plusieurs pays. Une étude de 2019 sur l'impact des fermetures en Allemagne et au Japon conclut qu'en continuant à faire fonctionner leurs centrales nucléaires « ces deux pays auraient pu éviter 28 000 décès induits par la pollution de l'air et l'émission de 2 400 Mt de CO2 entre 2011 et 2017. En réduisant fortement le nucléaire plutôt que le charbon et le gaz après Fukushima, les deux pays ont raté l'opportunité d'éviter un grand nombre de décès induits par la pollution de l'air et l'émission de CO2 ».
Cependant à ce jour, certains pays comme la France, la Finlande, la Suède, le Royaume-Uni, la Russie, la Chine, les États-Unis, la Corée du Sud, l'Inde, la Turquie, Abou Dabi, le Japon, le Canada, l'Iran et l'Égypte maintiennent une production d'électricité d'origine nucléaire, et début 2024 cinquante-huit réacteurs nucléaires sont en construction.

## Pays ayant renoncé à la production d'électricité d'origine nucléaire

### Allemagne

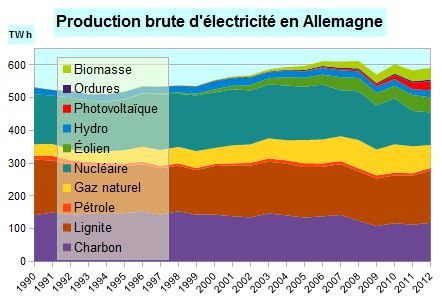
Production brute d'électricité en Allemagne par source, 1990-2012
source données : AGEB

Un abandon progressif de l'énergie nucléaire a été décidé en Allemagne par le gouvernement de Gerhard Schröder (coalition rouge-verte entre sociaux-démocrates et écologistes). La convention du 14 juin 2000 entre la coalition au pouvoir à l'époque et les exploitants et une modification de la loi sur le nucléaire devaient encadrer cet abandon en limitant la quantité d'énergie totale pouvant être produite par chaque centrale nucléaire allemande dans le futur.
Ce calendrier a cependant été remis en question par le gouvernement suivant et, après plusieurs mois de débat, une nouvelle modification de la loi, adoptée le 28 octobre 2010, augmente le quota d'énergie à produire et prolonge la durée d'exploitation des centrales (pour certaines d'entre elles jusqu'à 2036).
En mars 2011, après la catastrophe de Fukushima, Angela Merkel proclame l'arrêt définitif de la totalité des centrales nucléaires allemandes au plus tard en 2022.
Après l'arrêt de ses trois dernières centrales en 2023, le pays poursuit ses investissements dans la fusion nucléaire « pour qu'une centrale à fusion puisse voir le jour en Allemagne dès que possible ».

### Belgique
En 1999, le gouvernement de l'époque (la « coalition arc-en-ciel » rassemblant libéraux, socialistes, et écologistes) décide l'abandon de l'énergie nucléaire pour le pays et une loi exige l'arrêt des réacteurs nucléaires belges des centrales de Doel et de Tihange après 40 ans d'exploitation, tout en prohibant la construction de nouveaux réacteurs.
La loi du 31 janvier 2003 fixera la sortie progressive de l’utilisation d’énergie nucléaire à des fins de production industrielle d’électricité sur le territoire belge. Cette loi sera modifiée en 2013 et en 2015 pour prolonger la durée d'exploitation de 10 ans de Tihange 1, Doel 1 et Doel 2.
Après le vote de cette loi, il a été dit que cette décision serait retirée dès qu'un gouvernement sans écologistes serait au pouvoir. À plusieurs reprises, il a été question de prolonger la durée légale d'exploitation des centrales.
En 2005, le gouvernement de Guy Verhofstadt (formé sans les Verts) envisage de donner 20 ans de plus au pays pour sortir du nucléaire. Cette discussion, motivée par le coût de l'importation d'électricité depuis l'étranger, ainsi que par les restrictions imposées par l'accord de Kyoto concernant les émissions de gaz à effet de serre des centrales thermiques au fioul ou au charbon, n'a cependant pas été suivie d'effet.
En octobre 2009, le gouvernement Van Rompuy s'est accordé pour repousser de dix ans la première phase de sortie du nucléaire.
Les permis d’exploitation des réacteurs nucléaires suivants doivent ainsi être arrêtés aux dates indiquées ci-après :
- Doel 1 : 15 février 2025 ;
- Doel 2 : 1er décembre 2025 ;
- Doel 3 : 1er octobre 2022 ;
- Doel 4 : 1er juillet 2025 ;
- Tihange 1 : 1er octobre 2025 ;
- Tihange 2 : 1er février 2023 ;
- Tihange 3 : 1er septembre 2025.

Ces échéances ne valent cependant que si la Belgique trouve d'autres sources suffisantes pour sa consommation électrique.
En octobre 2021, le Conseil supérieur de la santé (CSS) a émis un avis favorable à la sortie du nucléaire au motif que « L'énergie nucléaire, telle qu'actuellement déployée, ne répond pas, sur le plan environnemental, éthique et sanitaire, aux principes du développement durable ». Le CSS ne croit pas aux petits réacteurs nucléaires (SMR) « seulement en développement ». Il plaide pour des centrales au gaz qui produiraient à terme de l'hydrogène « bleu » (avec CO2 stocké). Cet avis a été préparé par un groupe diversifié d'experts et ingénieurs des domaines du nucléaire, de la toxicologie et de la philosophie, et il se fonde notamment sur les études menées par EnergyVille et le Bureau fédéral du Plan. Sur ces bases, le CSS conclut que « l'arrêt des centrales nucléaires est possible en Belgique pour un coût relativement limité, y compris en termes d'impact CO2 », à condition d'accepter de quitter « le paradigme de la croissance illimitée ».
À la suite de la guerre menée par la Russie en Ukraine en 2022, la Belgique retarde sa sortie du nucléaire de 10 ans afin de réduire sa dépendance aux énergies fossiles importées de Russie.

### Italie

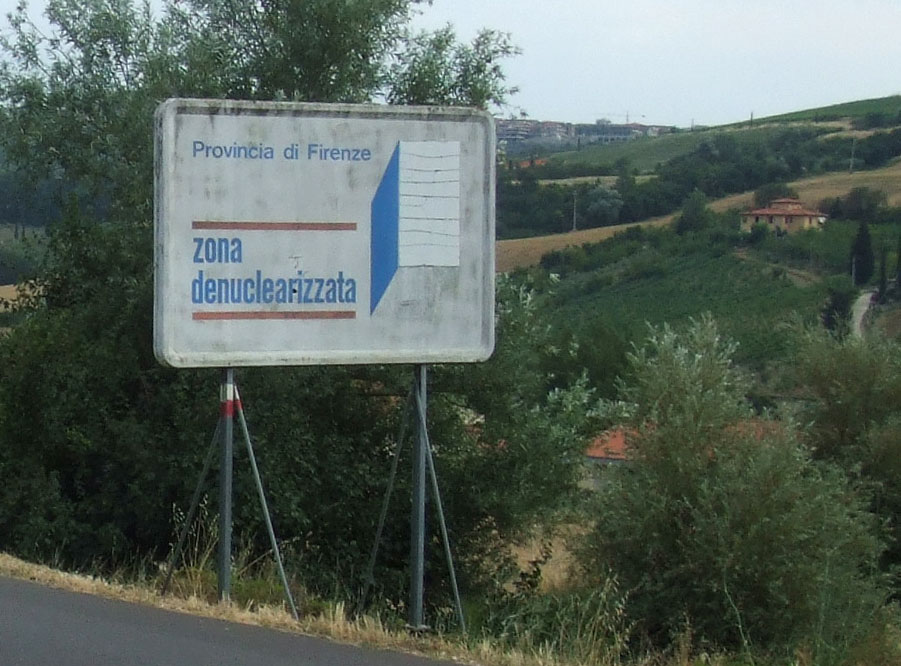
Panneau près de Montespertoli en province de Florence (Toscane).

En 1987, soit un an après la catastrophe nucléaire de Tchernobyl (RSS d'Ukraine en URSS), il fut décidé par référendum de la sortie du nucléaire civil en Italie. Les quatre centrales nucléaires présentes en Italie furent arrêtées, la dernière en 1990.
Un moratoire sur la construction de nouvelles centrales, tout d'abord adopté pour la période 1987 à 1993, a depuis été prolongé.
En mai 2008, le nouveau gouvernement de Silvio Berlusconi a annoncé le retour à l'énergie nucléaire dans les cinq ans. Ce retour au nucléaire devait être validé par un référendum organisé le 16 juin
L'Italie importe de l'électricité nucléaire (notamment de France). En 2009, le gouvernement italien se proposait de poser la première pierre d'un premier EPR d’ici à 2013. La société italienne Enel SPA qui participait à la construction de réacteurs nucléaires en France et en Slovaquie, ainsi qu'au projet EPR, s'est retirée de ce projet et du nucléaire français en décembre 2012,.
À la suite de l'accident de Fukushima du 11 mars 2011, à l'opposition grandissante de l'opinion publique et à l'historique sismique de la péninsule italienne, le gouvernement a décidé le 19 avril 2011 d'abandonner le retour au nucléaire. Lors d'un référendum à questions multiples tenu le 13 juin 2011 (taux de participation : 57 %) plus de 90 % des voix s'opposèrent à la reprise du programme nucléaire.

### Suisse
La Suisse envisageait la construction de nouveaux réacteurs pour 2020,,.
Mais, à la suite de l'accident de Fukushima, le Conseil fédéral a annoncé, le 25 mai 2011, la sortie progressive du nucléaire civil en décidant de ne pas renouveler les centrales nucléaires en service et en optant pour leur arrêt définitif, une fois que celles-ci auront atteint 50 ans, c'est-à-dire entre 2019 et 2034, tout en exigeant la poursuite de la recherche sur le nucléaire,.
Fin 2016, les suisses votent à 54,2 % contre une accélération de la sortie du nucléaire civil,.
Le 21 mai 2017, les Suisses approuvent une nouvelle loi sur l’énergie, qui vise l’abandon progressif du nucléaire au profit des énergies renouvelables. Ce nouveau référendum populaire entérine la décision de sortir du nucléaire avant 2035, alors que les précédents n’avaient pas validé la sortie du nucléaire. Les 5 réacteurs suisses en service fournissent environ un tiers de l'électricité consommée dans le pays.

## Pays envisageant de renoncer à la production d'électricité d'origine nucléaire

### Espagne
En Espagne, un moratoire a été établi en 1983. Le Parti socialiste ouvrier espagnol de Zapatero, réélu en 2008, a annoncé dans son programme électoral la fermeture des centrales nucléaires arrivant à fin de terme dans la mesure où l'approvisionnement énergétique du pays demeurait garanti. Il devait se prononcer en juin 2009 sur la fermeture effective de la centrale nucléaire Santa María de Garoña, prévue pour 2011. Finalement la centrale a été arrêtée en décembre 2012.

En 2012, l'Espagne avait produit plus d'électricité d'origine nucléaire qu'en 2011 (58,7 TWh en 2012 contre 55,1 TWh en 2011).
En 2020, 22 % de l’électricité produite en Espagne est d’origine nucléaire.

## Pays ayant renoncé à un moratoire sur l'énergie nucléaire

### Suède
Après la fusion partielle du cœur d'un réacteur de la centrale nucléaire de Three Mile Island (États-Unis) en 1979, un référendum a eu lieu en Suède et s'est prononcé contre l'utilisation future de l'énergie nucléaire dans le pays. Par conséquent, le parlement suédois décida en 1980 qu'aucune nouvelle centrale nucléaire ne devrait être construite, et que la sortie du nucléaire civil devrait être réalisée avant 2010.
Après la catastrophe de Tchernobyl (Ukraine) en 1986, la question de la sécurité nucléaire resurgit en Suède. En 1997, le parlement suédois décida d'arrêter l'un des réacteurs nucléaires de la centrale nucléaire de Barsebäck le 1er juillet 1998, et un second avant juillet 2001, sous la condition que leur production électrique serait compensée. Le gouvernement suivant, conservateur, essaya d'annuler l'arrêt des réacteurs, mais après de nombreuses protestations, décida d'étendre la limite temporelle à 2010. À Barsebäck, le réacteur 1 a été arrêté en 1999 et le réacteur 2 en 2005.
En août 2006, 3 des 10 réacteurs nucléaires suédois ont été temporairement arrêtés en raison de l'inquiétude générée par l'incident majeur de la centrale nucléaire de Forsmark.
La plus importante centrale nucléaire suédoise, Ringhals, dispose de 4 réacteurs et est située environ 10 km au sud de Göteborg. Elle délivre environ 24 TWh/an, soit 21 % de la consommation électrique suédoise.
En février 2009, la Suède lève son moratoire sur la construction de centrales nucléaires. Le gouvernement a décidé d'en autoriser la construction, mais uniquement pour remplacer les anciennes.

## Pays n'envisageant pas la production d'électricité d'origine nucléaire
Certains pays ont inscrit la non-utilisation de l'énergie nucléaire dans leur loi nationale : l'Australie, le Danemark, la Grèce, l'Irlande et la Norvège ont proscrit tout projet de construction de centrale à la suite de la catastrophe de Tchernobyl.

### Australie
L'Australie dispose d'un réacteur de recherche (OPAL (en)), inauguré en 2007, dont le champ d'application ne comprend pas la production d'électricité, et la technique Synroc de stockage de déchets nucléaires découle de recherches menées dans ce pays.
En 2008, le premier ministre australien a déclaré que son pays pouvait se passer de l'énergie nucléaire.

### Autriche

#### Historique
En Autriche, la production d'énergie nucléaire est interdite par la « loi constitutionnelle pour une Autriche sans nucléaire ». La naissance de cette loi remonte à 1978, sous le gouvernement du chancelier Bruno Kreisky, lors d'un référendum contre la mise en route de la centrale de Zwentendorf. En décembre de la même année est ensuite passée une loi ordinaire, la « loi anti-nucléaire », qui interdit l'utilisation de la fission nucléaire pour la production d'énergie en Autriche.
En 1979, les partisans de la loi voient leur soutien renforcé après l'accident de Three Mile Island. Mais c'est surtout la catastrophe de Tchernobyl survenue en 1986 qui convainc de nombreux opposants.
En 1997, les 9 membres libéraux du Conseil national lancent une « pétition pour une Autriche sans nucléaire », qui recueille 248 787 signatures valides. Le texte de cette pétition sera repris presque mot pour mot dans la future loi constitutionnelle.
En 1999, la « loi constitutionnelle pour une Autriche sans nucléaire » est adoptée à l'unanimité au Parlement, et élève ainsi la loi anti-nucléaire au rang constitutionnel.

#### Contenu
La loi constitutionnelle pose plusieurs exigences :
- En Autriche, il est interdit de produire, stocker, tester ou transporter toute arme nucléaire quelle qu'elle soit.
- Il est interdit de construire des centrales nucléaires ou de mettre en service celles déjà existantes (notamment celle de Zwentendorf).
- Le transport et le stockage de matériaux fissiles est interdit. Ne sont autorisés que les matériaux à usage pacifique à l'exception de la production d'énergie.
- Il convient de s'assurer que tout dommage survenant en Autriche en raison d'un accident nucléaire soit compensé de manière adéquate, et que cette compensation provienne, autant que possible, des pays responsables de ces dommages. Cette exigence est prise en compte par la « loi sur la responsabilité nucléaire » de 1999.
- Il est de la responsabilité du gouvernement de veiller à l'application et au respect de cette loi.

#### Importation d'électricité d'origine nucléaire
L'Autriche importe environ 5 % de sa consommation en énergie électrique d'origine nucléaire, mais le gouvernement souhaite y mettre un terme.

## Pays n'ayant pas recours à la production d'électricité d'origine nucléaire
Hormis l'Afrique du Sud, la majorité du continent africain n'utilise pas l'énergie nucléaire. Néanmoins, l'Algérie a construit un réacteur de recherche d'Aïn Oussara (eau lourde) avec l'aide de la Chine et de l'Argentine, qui est en service depuis 1993. Elle dispose également d'un réacteur de recherche de Draria (eau légère).
En Amérique du Sud, seuls l'Argentine et le Brésil disposent de centrales nucléaires. Le président Lula a signé un accord avec son homologue argentin, la présidente Cristina Kirchner, en 2008, pour un programme commun de nucléaire, comprenant un volet d'enrichissement d'uranium.
Au Moyen-Orient, seul l'Iran dispose d'électricité d'origine nucléaire (Centrale nucléaire de Bouchehr). Pour l'ensemble des autres pays, il est difficile de savoir quelle est leur position par rapport à l'énergie nucléaire. En particulier, Israël dispose de deux centrales nucléaires (Dimona et Nahal Soreq), des tentatives de construire des centrales ont déjà eu lieu en Irak avec Osirak, le gouvernement de Recep Tayyip Erdogan essaie aussi de relancer le programme nucléaire de la Turquie, etc.

## Pays envisageant un recours à la production d'électricité d'origine nucléaire

### Arabie Saoudite
Devant la pénurie énergétique qui s'annonce, l'Arabie Saoudite cherche à augmenter ses capacités, notamment en investissant dans le nucléaire civil.

### Égypte
L'Égypte dispose d'un centre de recherche à Anshas.
La construction du premier réacteur de la centrale nucléaire électrogène d'El-Dabaa a débuté officiellement le 20 juillet 2022.

### Pologne
La Pologne envisage de se doter de deux centrales nucléaires de 3 000 mégawatts chacune d'ici à 2024. En 2020, le gouvernement polonais déclare vouloir se doter de 6 réacteurs nucléaires pour une production de l'ordre de 6 à 9 gigawatts en 20 ans soit à l'échéance 2040.

### Turquie
La Turquie a signé des contrats pour le lancement de la construction de 8 réacteurs à eau pressurisée : 4 réacteurs VVER (centrale d'Akkuyu, début des travaux en 2015) et 4 réacteurs ATMEA (centrale de Sinop, début des travaux en 2017).

## Pays producteurs d'électricité d'origine nucléaire

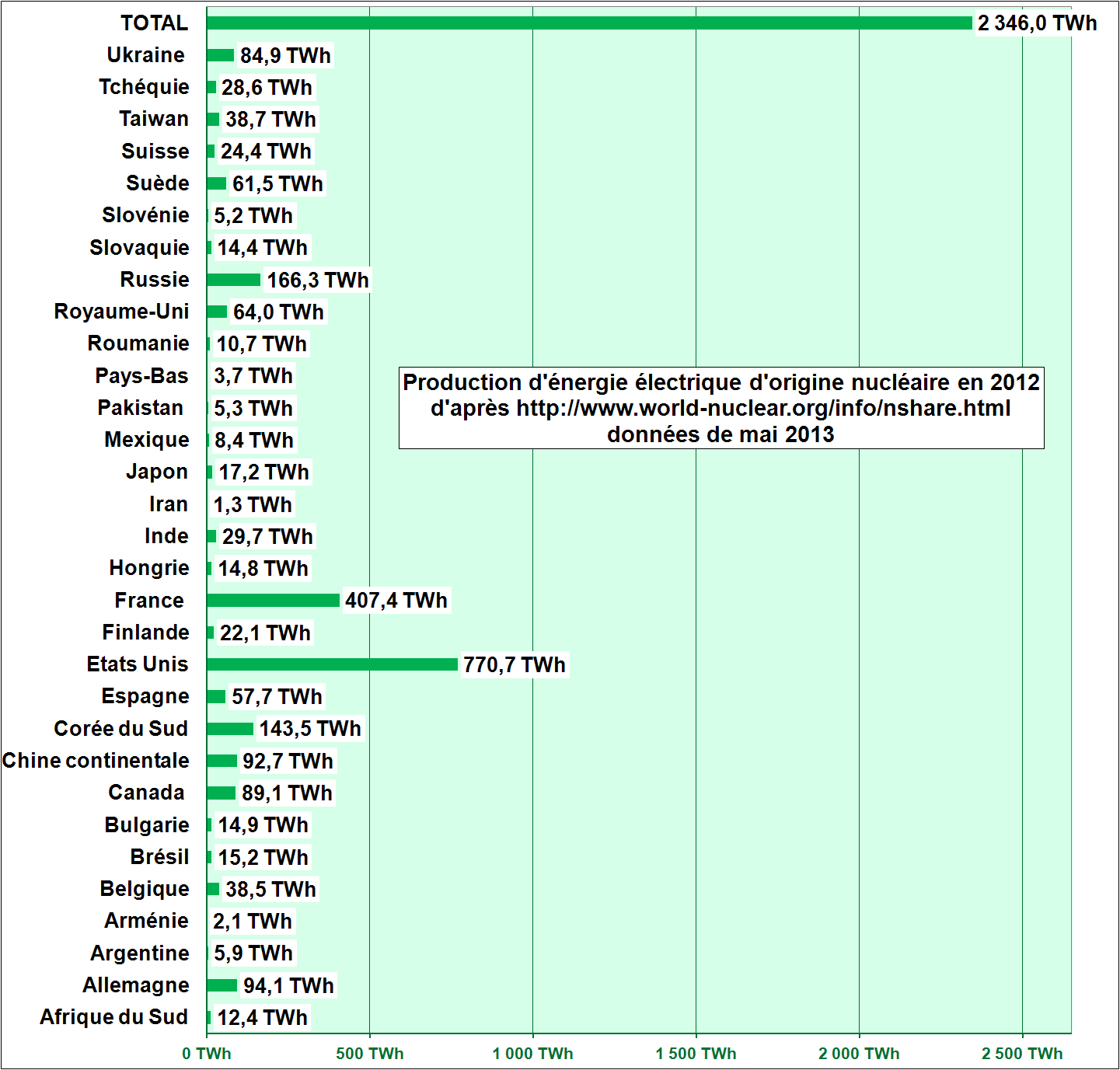
Production d'électricité d'origine nucléaire par pays